# Bittingen
Bittingen ist ein Ortsteil der Gemeinde Ense im Kreis Soest. Am Haarstrang, zwischen Möhne und Ruhr liegt der Ort am nördlichen Rand des Sauerlandes. Werl ist ca. 10 km entfernt, Soest etwa 8 km. Zum Naherholungsgebiet Möhnesee sind es etwa 6 km. Der Ort zählt zusammen mit Gerlingen und Bilme zu den einwohnerschwächsten Ortsteilen von Ense.

## Geschichte
Wenn es in früheren Zeiten brannte, musste das Feuer auf dem Hof Frieling gemeldet werden, hier war die Feuermeldestelle.
Die Wasserversorgung des Dorfes und der Umgebung wurde durch die Bittinger Quelle gewährleistet.
Bittingen wurde im Zuge der kommunalen Neugliederung am 1. Juli 1969 mit 13 anderen selbständigen Orten zur neuen Gemeinde Ense zusammengefasst.

## Bekannte Bürger des Dorfes
- Eberhard Viegener (1890–1967), Maler und Grafiker, hat hier seit 1920 gelebt.
- Alex Brunnberg (1915–1989), Kommunalpolitiker, Landrat des Kreises Höxter und Vorstand des Westfälisch-Lippischen Sparkassen- und Giroverbandes